# Michael Blake
Michael Lennox Blake (Fort Bragg, Carolina del Norte, 5 de julio de 1945 - Tucson, Arizona, 2 de mayo de 2015), fue un autor y guionista estadounidense, reconocido por la adaptación cinematográfica de su famosa novela Dances with Wolves.
Durante su infancia, Blake y su familia vivieron un tiempo en Texas, antes de trasladarse al sur de California, en donde comenzaron a mudarse frecuentemente. Su carrera como escritor comenzó en la base de la Fuerza Aérea Walker, cuando escribía para el periódico de la base. Estudió periodismo en la Universidad de Nuevo México, y más tarde estudió en una escuela de cine, en Berkeley, California. También asistió a la Universidad del Este de Nuevo México, ubicada en Portales. A finales de la década de los años 1970, Blake se mudó a Los Ángeles. Durante la década de los años 1980, solamente uno de sus guiones fue producido, y su título era Stacey’s Knights. El protagonista de Stacey’s Knights, Kevin Costner, animó a Blake para que siguiera escribiendo, y además, le presentó a figuras clave en la industria de Hollywood. Poco tiempo después, Blake escribió su famosa novela Dances with Wolves. Costner quedó impresionado y pidió a Blake que escribiera un guion cinematográfico de la novela. La película Dances with Wolves se estrenó en 1990. 
Después de esto, Blake paso a hacer trabajo humanitario y continuó escribiendo.
Blake tenía tres hermanos, uno de ellos era Dan Webb, ex–director de la Escuela Secundaria de Santa Fe, ubicada en Santa Fe, Nuevo México.
Blake falleció en Tucson, Arizona, el 2 de mayo de 2015, a los 69 años de edad.

## Obras

### Guiones cinematográficos
- Stacey’s Knights (1983)
- Dances with Wolves (1990)
- Winding Stair (1998) (también dirigida por Blake)
- The One (en desarrollo)
- The Holy Road (en desarrollo)
- Winnetou (en desarrollo)

### Novelas
- Dances with Wolves (1988)
- Airman Mortensen (1991)
- Marching to Valhalla (1996)
- The Holy Road (2001)
- Dances with Wolves, 20th Anniversary (2011) (eBook)
- The Holy Road (2011)
- Into the Stars (2011)

### No ficción
- Like a Running Dog (2002) (autobiografía)
- Indian Yell (2006)
- Twelve the King (2009)

## Premios y nominaciones
Premios Óscar
| Año  | Categoría            | Película           | Resultado |
| ---- | -------------------- | ------------------ | --------- |
| 1991 | Mejor guion adaptado | Bailando con lobos | Ganador   |